# Acanthonitis bouyeri
Acanthonitis bouyeri är en skalbaggsart som beskrevs av Moretto 2010. Acanthonitis bouyeri ingår i släktet Acanthonitis, familjen Scarabaeidae och överfamiljen bladhorningar. Inga underarter finns listade i Catalogue of Life.